# Jingle (Xinzhou)
Der Kreis Jingle (静乐县 Jìnglè Xiàn) ist ein chinesischer Kreis, der zum Verwaltungsgebiet der bezirksfreien Stadt Xinzhou in der Provinz Shanxi gehört. Die Fläche beträgt 2.044 Quadratkilometer und die Einwohnerzahl 119.277 (Stand: Zensus 2020). 1999 zählte er 155.052 Einwohner.